# Publius Durdenus (…)
Publius Durdenus […] war ein antiker römischer Unternehmer im 1. Jahrhundert, der in Rom tätig war.
Publius Durdenus ist heute nur noch von einer fragmentarisch erhaltenen Grabinschrift bekannt. Die Inschrift gehörte zu einem Grab, das in Rom im Auftrag des Bruders des Verstorbenen, Publius Durdenus Eros, errichtet wurde. Die Inschrift, die heute zum Bestand der Galleria Lapidaria der Musei di Antichità Classiche in den Vatikanischen Museen gehört, bezeichnet den Verstorben als vascularius. Das kann sowohl die Produzenten von – zumeist – Metallgefäßen (Toreuten) als auch die Händler solcher Gefäße meinen. Der Name indes stand im verlorenen Teil der Inschrift, der Name Publius Durdenus kann jedoch aus dem Namen des Bruders geschlossen werden, da das System römischer Namen zumeist engen Regeln folgte. Die (aufgelöste und zum Teil ergänzte) Inschrift lautet:
Ob Durdenus, wenn die Deutung als Produzent stimmt, Besitzer der Werkstatt war oder selbst aktiv bei der Arbeit mitwirkte, kann nicht gesagt werden. Er wäre einer von nur knapp über 30 inschriftlich-namentlich belegten antiken Toreuten. Ihm zuweisbare Werke sind nicht überliefert, was auch in einem solchen Fall auch eine Deutung als Händler oder Hersteller stark erleichtern würde. Möglicherweise eine Tochter von ihm, oder eine Freigelassene, war mit Lucius Maelius Thamyrus verheiratet.

## Einzelbelege
1. ↑  CIL 6, 9952
2. ↑  abgesehen von Signaturstempeln auf toreutischen Erzeugnissen

| Personendaten    | Personendaten                                |
| ---------------- | -------------------------------------------- |
| NAME             | Durdenus, Publius                            |
| ALTERNATIVNAMEN  | Durdenus […], Publius; […], Publius Durdenus |
| KURZBESCHREIBUNG | antiker römischer Toreut oder Händler        |
| GEBURTSDATUM     | 1. Jahrhundert v. Chr. oder 1. Jahrhundert   |
| STERBEDATUM      | 1. Jahrhundert oder 2. Jahrhundert           |